# WHITE (Superfly专辑)
《WHITE》是日本乐团Superfly的第5张录音室专辑，2015年5月27日发行。

## 背景与制作
Superfly在2012年发行第4张录音室专辑《Force》专辑后，次年推出了2 CD专辑《Superfly Best》。该专辑收录了2007年来发行的单曲，外加包括朝日电视台电视剧《Doctor-X》第二季主题曲在内的3首新曲目。专辑获得商业成功，是Superfly连续第6张登上榜单首位的专辑。
Superfly在2014年发行了《Live》和《讓愛遍布全身》两张单曲。前者是电影《暗金丑岛君Part》的主题曲，后者是《Doctor-X》第三季的主题曲。Superfly接着在2015年1月，数字发行了单曲《WHITE Light》，游戏《热情传说》主题曲。商业上三张单曲以《讓愛遍布全身》最为成功，以10万次下载量获RIAJ金唱片认证。
专辑的概念为“变化”，其一体现在封面上：越智志帆带着白色假发、肌肤染上各种颜色。专辑的白色代表Superfly之前的标准和特色，所涂色彩则象征着新的可能性。
《WHITE》制作耗时一年。越智在2月初前往洛杉矶EastWest Studios录制《A·Ha·Ha》，该曲由原澳大利亚Jet乐队主唱克里斯·契斯特制作，Superfly在2007年单曲《I Spy I Spy》中曾和他合作过。专辑其他西方合作者有：美国乐队路易斯XIV的杰森·希尔、为凯蒂·佩里专辑《Teenage Dream》和《Prism》创作多首歌曲的唱作人邦尼·麦基。日本方面合作者有：乐队椿屋四重奏的中田裕二、Heavenstamp的Tomoya.S和Sally#Cinnamon、唱作人粉紅邦妮、诗人菅原敏。

## 宣传与销售
《Live》是2012年电影《暗金丑岛君Part 2》的主题曲，《讓愛遍布全身》是电视剧《Doctor-X》第三季的主题曲。《讓愛遍布全身》B面曲目《You You》是日本FM联盟（JFL）活动节目“JFL Presents for the Next”的主题曲，该曲曾打到Billboard日本熱門100金曲榜第29名。
专辑消息于2015年1月，即预定发行的4个月前首次公布。YouTube在3月下旬，上传了以录制镜头为内容的《A·Ha·Ha》音乐视频。歌曲《Beautiful》为4月14日开播电视剧《Mother Game～她們的階級～》的主题曲。剧制作人新井順子希望创作充满力量的爽快加油曲，想到了声音强有力的越智，故请Superfly演唱主题曲。《Beautiful》以促销单曲形式在5月8日数字发行，打入Billboard日本熱門100金曲榜的第5位。
专辑收录4首原创歌曲，另附一张迷你專輯，翻唱其他5位日本歌手的歌曲。歌曲《Sweetest Music》为竹内玛利亚1980年的歌曲，专辑邀请了原唱者同唱。Superfly在5月13日做客NHK音乐节目“Songs”，演唱了《WHITE》中的几首歌曲；并在出席5月25日富士电视台网，男子偶像团体SMAP主持的综艺节目“SMAP x SMAP”。她于5月30日在大阪城西之丸庭园，举办了新专辑纪念免费现场演出，这是她在关西的首场免费音乐会。Superfly展开“Superfly WHITE Tour 2015”日本巡演，演出从7月4日川口市首演开始到12月结束共39场，其中名古屋国会中心、新潟县民会馆、大阪节日大厅和东京国际会议中心各有两场演出。其中受強烈熱帶風暴彩雲的影响，原定10月8日在札幌艺术文化之馆的公演延迟到12月14日。
歌曲《On Your Side》为全國高等學校野球選手權大會中，朝日放送电视和广播节目的加油曲。歌曲于7月29日通过单曲推出。
专辑由日本华纳音乐于2015年5月28日在日本发行，载体有CD、2 CD、数字版。出租盘版于6月13日发行。

## 榜单与销量
专辑最高打入Billboard日本熱門100金曲榜第1位、日本公信榜日榜第1位和周榜第2位。
按公信榜实体唱片销量榜单，专辑售出16.5万。专辑因销量超过10万，获得RIAJ实体金唱片认证。

## 曲目表
| 曲序     | 曲目     |                  | 作曲                           | 时长    |
| -------- | -------- | ---------------- | ------------------------------ | ------- |
| 1.       |          | 越智志帆、Jam    | 越智志帆、茑谷好位置           | 4:44    |
| 2.       |          | 越智志帆         | 越智志帆、茑谷好位置           | 4:54    |
| 3.       |          | Chihiro          | Tomoya.S、越智志帆、茑谷好位置 | 4:45    |
| 4.       |          | 越智志帆、Jam    | 邦尼·麦基、米歇尔·麦考德       | 5:36    |
| 5.       |          | 石渡淳治         | 克里斯·契斯特                  | 3:06    |
| 6.       |          | 粉紅邦妮         | 粉紅邦妮                       | 3:55    |
| 7.       |          | Sally#Cinnamon   | C. Cester                      | 4:16    |
| 8.       |          | 中田裕二         | 中田裕二                       | 4:22    |
| 9.       |          | 石渡淳治         | Tomoya.S、越智志帆             | 4:20    |
| 10.      |          | 越智志帆、尾上文 | 多保孝一                       | 4:44    |
| 11.      |          | Tomoya.S         | Tomoya.S                       | 5:46    |
| 12.      |          | Sally#Cinnamon   | 越智志帆                       | 3:51    |
| 13.      |          | 越智志帆、Jam    | 越智志帆、茑谷好位置           | 4:36    |
| 14.      |          | 菅原敏           | 茑谷好位置                     | 3:30    |
| 总时长： | 总时长： | 总时长：         | 总时长：                       | 1:02:25 |

| 限量版翻唱碟 | 限量版翻唱碟 | 限量版翻唱碟         | 限量版翻唱碟         | 限量版翻唱碟          | 限量版翻唱碟 |
| 曲序         | 曲目         |                      | 作曲                 | 原唱                  | 时长         |
| ------------ | ------------ | -------------------- | -------------------- | --------------------- | ------------ |
| 1.           |              | 桑田佳祐             | 桑田佳祐             | 桑田佳祐（1988）      | 5:29         |
| 2.           |              | 戴维·拉里斯          | 彼得·艾伦            | 竹内玛利亚（1980）    | 3:49         |
| 3.           |              | 井上陽水、忌野清志郎 | 井上陽水、忌野清志郎 | 井上陽水（1973）      | 4:14         |
| 4.           |              | 忌野清志郎、Mikan    | 忌野清志郎、Mikan    | RC Succession（1976） | 5:36         |
| 5.           |              | 佐野元春             | 佐野元春             | 佐野元春（1996）      | 3:46         |
| 总时长：     | 总时长：     | 总时长：             | 总时长：             | 总时长：              | 22:54        |